# حمد بن عبد الله الشرقي
حمد بن عبد الله الشرقي أول زعيم معترف به لعائلة الشرقي الحاكمة في الفجيرة، إحدى إمارات الساحل المتصالح وهي اليوم دولة الإمارات العربية المتحدة. قاد الفجيرة في عدد من التمردات ضد حكم القاسمي، وترأس فترة مضطربة عندما كانت الإمارة مستقلة عمليا لكنها رفضت الاعتراف بوضعها كدولة متصالحة في حد ذاتها من قبل البريطانيين.

## تمرد
كان حمد رئيسًا لمدينة الفجيرة في عام 1879 عندما قاد تمردًا في ربيع ذلك العام ضد الشيخ صقر بن خالد القاسمي من الشارقة، الذي ادعى السيادة على ساحل خليج عمان (المعروف باسم الشمالية) ووضع عبدًا اسمه سرور في تهمة الفجيرة. جاء ذلك في أعقاب فترة طويلة من النزاع على ملكية مناطق الساحل الواقعة بين آل القاسمي في الشارقة ورأس الخيمة وسلطان مسقط.
حل التمرد محل سرور وإرسل وفد إلى الشيخ صقر لكن استقبلوا بشكل سيئ وسجنوا وإرسلت قوة ضد المتمردين، واستولت على قلعة الفجيرة وأجبرت حمد بن عبد الله على النفي. في نهاية ذلك العام أو ربما أوائل عام 1880، عاد حمد من منفاه وقاد محاولة جديدة لإعلان استقلال الفجيرة، مما أدى هذه المرة إلى هزيمة قلعة الفجيرة، مع مقتل ثمانية رجال من بين المدافعين.
وضعت تسوية الصلح أمام حاكم رأس الخيمة للتحكيم، وفي عام 1881، وقع حمد بن عبد الله وثيقة تؤكد اعتماده على الشارقة. وكانت وجهة النظر البريطانية في ذلك الوقت هي أنه "لا ينبغي الترويج للاستقلال الكامل للفجيرة". ومع ذلك، كان حمد موضوعًا مزعجًا، وقام بتأليب كل من الشارقة ورأس الخيمة ضد بعضهما البعض، بالإضافة إلى إشراك السلطان في مسقط حيثما استطاع.

## قلعة البثنة

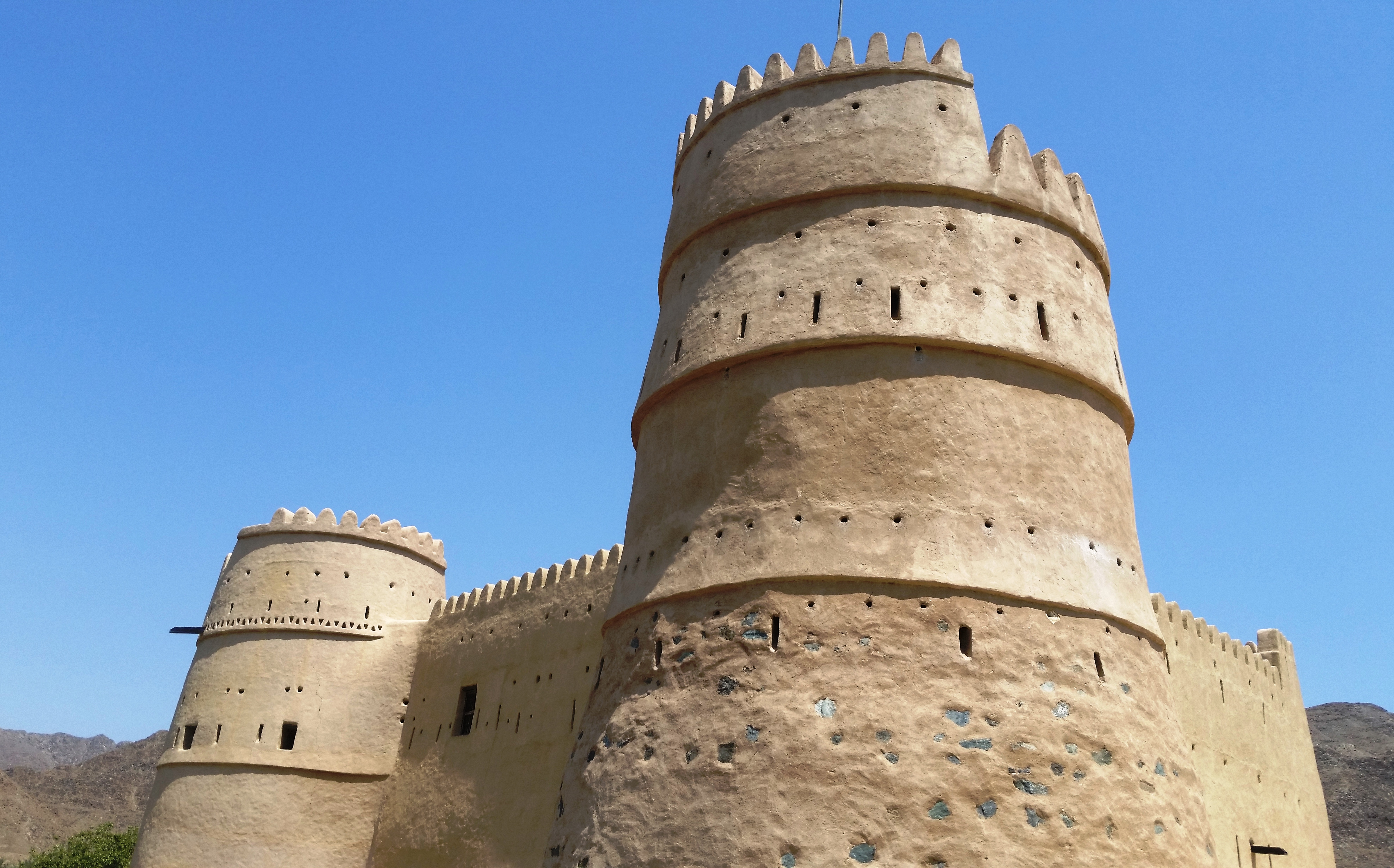
قلعة البثنة

في عام 1884، استولى على قلعة البثنة، وهي أحد الأصول ذات الأهمية الاستراتيجية التي تحرس وادي حام، والذي كان الطريق الرئيسي الداخلي من الشمالية.
كانت السيطرة على البثنة ضرورية لحمد بن عبد الله عندما رفض مرة أخرى في عام 1901 سيادة الشارقة واستخدم القلعة في بثنة لرفض مساعدة زعيم كلباء الذي كان على صلة قرابة بالشيخ صقر بن خالد من الشارقة.
وكما حدث في العديد من المناسبات في تاريخ إمارات الساحل المتصالح، اندلع النزاع وجمع كل طرف مؤيديه. في أبريل 1902، جمع صقر بن خالد القاسمي قوة قوامها 250 من البدو لمهاجمة الفجيرة، بينما التمس حمد بن عبد الله من دبي وعجمان وكذلك سلطان مسقط مساعدتهم. استوعب البريطانيون الصراع الوشيك وتدخلوا وحذروا مسقط ودبي من التنحي. في محاولة للتوسط في النزاع في الشارقة، وجد وكيل الإقامة البريطاني كلاً من صقر بن خالد يحتج على أنه لا يستطيع السيطرة على بدويه وحمد بن عبد الله يرفض الاعتراف بمشروعية المرور الآمن إلى الشارقة.
وفي نوفمبر/تشرين الثاني، تاب صقر بن خالد عن موقفه التصالحي، فقتل رجلين من الفجيرة وهما في طريقهما إلى عجمان.
في الشهر التالي، سافر الوكيل السياسي البريطاني في البحرين، جاسكين، إلى الشارقة على متن السفينة لورانس ثم إلى الفجيرة، حيث عقد يومين من المفاوضات بين الأطراف المتحاربة. أصبح الوضع على الشاطئ خطيرًا بشكل متزايد وكان كلا الطرفين مستعصيًا على الحل، وتخلوا عن المحاولة وتركهم البريطانيون لها، بشرط واحد وهو أنهم لن يخرقوا السلام البحري.
وبعد إعلان استقلاله عام 1901، حظي الشيخ حمد باعتراف جميع الأطراف المعنية بهذا الوضع، باستثناء البريطانيين فقط.
وفي عام 1903، قرر البريطانيون مرة أخرى عدم الاعتراف بالفجيرة بل اعتبارها تابعة للشارقة. على الرغم من هجوم صقر بن خالد ضد بثنة في وقت مبكر من العام وحث كرزون على السلام خلال نائبه الملكي دوربار عام 1903، ظلت الفجيرة تابعة اسميًا في أحسن الأحوال، وفي عام 1906 طالبوا بها على أنها تابعة لأبو ظبي، دون معارضة من الشارقة.

## الحرب مع كلباء وخورفكان
في عام 1926، اندلعت العلاقات المتوترة بين الفجيرة وكلباء وخورفكان التابعتين للشارقة، وتحولت إلى حرب مفتوحة، على الرغم من زواج حمد بن عبد الله من ابنة والي القاسمي في كلتا المدينتين. استمر القتال المفتوح على مدى السنوات الثلاث التالية واندلع القتال مرة أخرى في عام 1927.

## وفاته
توفي الشيخ حمد بن عبد الله الشرقي في عام 1936 وخلفه ابنه سيف بن حمد الشرقي.